# Posljednji zajednički predak čimpanze i čovjeka
Posljednji zajednički predak čimpanze i čovjeka (akr. CHLCA, CLCA ili C/H LCA, od engl. chimpanzee–human last common ancestor), posljednja vrsta koju dijele čovjek, bonobo i čimpanza, njihov posljednji zajednički predak.
U studijama humane genetike CHLCA je korisna sidrišna točka za računanje stopa polimorfizama jednog nukleotida (SNP) u čovječjim populacijama kada se čimpanze rabe kao vanjska grupa.[nedostaje izvor] CHLCA se često citira kao sidro za molekularnu determinaciju najbližeg zajedničkog pretka (MRCA) zato što su dvije vrste roda Pan, bonobo i čimpanza, vrste koje su genski najsličnije vrsti Homo sapiens.

## Vremenska procjena
Vrijeme postojanja posljednjeg zajedničkog pretka čimpanze i čovjeka nije čvrsto determinirana, radi se o procjeni.  Fosilni nalazi vrsta Ardipithecus kadabba, Sahelanthropus tchadensis i Orrorin tugenensis najbliži su po dobu i očekivanoj morfologiji CHLCA-a i sugeriraju da je LCA (posljednji zajednički predak) stariji od 7 milijuna godina. Najranije studije čovjekolikih majmuna sugerirale su da bi CHLCA mogao biti star 25 milijuna godina, no studije proteina u 1970-ima sugerirale su da je starost CHLCA-a bila manja od 8 milijuna godina. Genetičke metode zasnovane na vremenima orangutansko-čovječjeg i gibonsko-čovječjeg LCA-a potom su bile uporabljene radi procjenjivanja čimpanzino-čovječjeg LCA-a na 6 milijuna godina i trenutačno se u literaturi rabe vremena LCA-a od prije 5 do 7 milijuna godina.
Budući da čimpanze i čovjek dijele matrilinearnog pretka, utvrđenje geološkog doba ovog posljednjeg pretka omogućuje procjenu stope mutacija. Ipak, nalaz fosilâ točno tog posljednjeg zajedničkog pretka bio bi ekstremno rijedak. CHLCA se često citira kao sidro za determinaciju mt-TMRCA jer su čimpanze genski najsličnija vrsta ljudima. No nisu poznati fosili koji bi predstavljali baš tog CHLCA-a. Vjeruje se da ne postoje fosili protočimpanzâ ili fosili protogorilâ koji su jasno identificirani. No Richard Dawkins u svojoj knjizi Pripovijest o precima predlaže da su robusni australopitecini, kao što je Paranthropus, preci gorila, dok su gracilni australopitecini preci čimpanza (vidi Homininae).
Neki su istraživači pokušali procijeniti doba CHLCA-a (TCHLCA) rabeći biopolimerne strukture koje se neznatno razlikuju među bliskosrodnim životinjama. Među tim znanstvenicima Allan C. Wilson i Vincent Sarich bili su pioniri u razvoju molekularnih ura za ljude. Radeći na proteinskim sekvencijama naposljetku su determinirali da su čovjekoliki majmuni bliži ljudima nego što su to paleontolozi percipirali na temelju fosilnih zapisa. Poslije je Vincent Sarich zaključio da TCHLCA ne iznosi više od 8 milijuna godina starosti, s poželjnim rasponom od 4 do 6 milijuna godina prije sadašnjosti.
Ovo paradigmatsko doba ostalo je pričvršćeno uz molekularnu antropologiju sve do kasnih 1990-ih kada su drugi počeli propitivati sigurnost ove pretpostavke. Trenutačno je procjena TCHLCA manje sigurna te postoji genetička i paleontološka potpora za povećanje TCHLCA. TCHLCA od 13 milijuna godina jedno je od pretpostavljenih doba.
Izvor zbrke u determiniranju točnog doba razdvajanja rodova Pan i Homo jest dokaz o kompleksnijem procesu specijacije umjesto jasna razdvajanja između ovih dviju linija. Čini se da su se različiti kromosomi razdvojili u različito vrijeme, vjerojatno tijekom perioda od najviše 4 milijuna godina, ukazujući tako na dug i rastegnut proces specijacije s hibridizacijama velikih razmjera između dviju nastajućih linija. Vrlo malu razliku između ljudi i čimpanza posebno pokazuje kromosom X, iako bi ovaj efekt dijelom mogao biti rezultat brze evolucije kromosoma X u posljednjih zajedničkih predaka. Čini se da su se kompleksna specijacija i nepotpuno sortiranje linija genskih sekvencija također dogodili pri razdvajanju linija čovjeka i gorilâ, ukazujući na to da je „neuredna” specijacija pravilo, a ne iznimka u krupnih primata. Ovakav scenarij mogao bi objasniti zašto doba divergencije između rodova Homo i Pan varira s obzirom na odabranu metodu i zašto je do sada bilo teško pronaći jednu točku.
Richard Wrangham tvrdi da je CHLCA bio toliko sličan čimpanzi (Pan troglodytes) da bi trebao biti klasificiran kao član roda Pan i nazvan Pan prior.